# Robert McGill
Pour les articles homonymes, voir McGill.
Robert McGill, né en 1976 à Wiarton, dans la province de l'Ontario, est un écrivain canadien, auteur de roman policier.

## Biographie
Fils de parents qui sont tous deux professeurs d'éducation physique, il grandit dans sa ville natale et y fait ses premières années d'études.
En 1999, il décroche un premier diplôme supérieur à l'Université Queen's de Kingston, puis reçoit une bourse Rhodes pour étudier à l'université d'Oxford jusqu'à l'obtention d'un Master of Philosophy. Quelques années plus tard, il complète une maîtrise en écriture créative à l'université d'East Anglia, puis un doctorat en littérature à l'université de Toronto. Étudiant doué, il réside quelque temps à Cambridge, au Massachusetts, pour être reçu comme membre de la Harvard Society of Fellows, avant de rentrer au Canada pour enseigner l'écriture créative et la littérature canadienne à l'université de Toronto.
Il publie en 2004 son premier roman, Mystères (The Mysteries), qui raconte comment un pacte du silence s'impose dans une petite communauté après la disparition inexpliquée d'une femme. Le récit est raconté par douze personnages qui assurent des narrations croisées où sont évoqués des événements sur une période de plus de deux ans.
Son deuxième roman, Once We Had a Country (2013), raconte les déboires d'une jeune enseignante qui, en 1972, a fui au Canada pour éviter l'enrôlement dans l'armée de son époux pendant la guerre du Viêt Nam, et qui tente d'apprendre les circonstances entourant la disparition de son père, missionnaire au Laos, auprès des autorités américaines qui semblent les connaître sans vouloir les lui divulguer par représailles pour son manque de patriotisme.
Robert McGill a également publié des nouvelles et des critiques littéraires dans divers magazines, dont Descant et, dans le cadre de son enseignement, des essais et des études littéraires, notamment sur Alice Munro, Michael Ondaatje et Elizabeth Smart.

## Œuvre

### Romans
- The Mysteries (2004) Publié en français sous le titre Mystères, traduit par Daniel Lemoine, Paris, Gallimard, coll. « Série noire », 2007  (ISBN 978-2-07-077329-9)
- Once We Had a Country (2013)

### Nouvelles
- Confidence Men (2002)
- The Stars Are Falling (2002)
- Nobody Goes to Vancouver to Die (2003)
- The Stress of Lives (2013)

### Articles d'études et d'essais littéraires
- Somewhere I’ve Been Meaning to Tell You: Alice Munro’s Fiction of Distance (2002)
- A Necessary Collaboration': Biographical Desire and Elizabeth Smart (2007)
- No Nation but Adaptation: "The Bear Came Over the Mountain", "Away from Her", and "What It Means to Be Faithful" (2008)
- Biographical Desire and the Archives of Living Authors (2009)
- Somatic Nationalism and Spectacle in Hugh MacLennan’s Barometer Rising (2012)
- The Place of Biographical Interpretation in Fiction Workshops (2015)
- Michael Ondaatje’s The Collected Works of Billy the Kid and 1960s America (2015)
- Against Mastery: Teaching Thomas King’s Green Grass, Running Water (2016)
- Mistaken Identities in "The Bear Came Over the Mountain" by Alice Munro (2016)
- Alice Munro and Personal Development (2016)

### Essais littéraires
- The Treacherous Imagination: Intimacy, Ethics, and Autobiographical Fiction (2013)
- War Is Here: The Vietnam War and Canadian Literature (2017)